# 홍콩인
홍콩인(중국어: 香港人, 영어: Hong Kong people)은 홍콩에서 살고 있는 사람을 일컫는 일반적인 용어이다.
홍콩특별행정구 정부는 홍콩인에 대한 공식적인 정의를 내린 적은 없지만, 중화인민공화국 국무원과 홍콩 정부는 홍콩 영주권자(중국어: 香港永久性居民, 영어: Hong Kong Permanent Resident)라는 용어를 주로 사용하여 홍콩인을 표현한다.
대부분이 중국인의 후손이나, 영국인, 한국인, 일본인, 베트남인, 인도네시아인, 인도인, 아랍인 등의 소수 민족도 있다. 그레이트브리튼 연합왕국이 홍콩을 병합한 이후 중국 대륙에서 많은 중국인이 이주했으며, 결과적으로 많은 홍콩인들은 중화인민공화국 국적을 보유하고 있으며, 일부는 중화민국의 국적을 보유하고 있다. 다만, 모든 홍콩인이 중국 국적을 가지고 있는 것은 아니다. 중국 국적을 가지고 있으면서 미국, 영국 등의 외국 국적을 동시에 가지고 있는 홍콩인이 있을 수 있으며, 아예 중국 국적이 없는 홍콩인이 있을 수 있다. 따라서, 홍콩인이라고 해서 모두 중국 국적자는 아니며, 홍콩인과 중국 국적은 상호 독립된 관계를 유지하고 있다.
2014년에는 Hongkonger라는 단어가 옥스포드 영어사전에 등재되었는데, 중국 대륙 타 지역의 문화와 구별되는 홍콩 고유의 문화와 정체성을 유지하고자 하는 홍콩인들의 열망을 반영하였다고 평가받고 있다.